# Grabhügel Hahnenberg
Der Grabhügel Hahnenberg ist ein denkmalgeschützter Grabhügel nahe der Gemeinde Steigra in Sachsen-Anhalt. Im örtlichen Denkmalverzeichnis ist der Grabhügel unter der Erfassungsnummer 428300295 verzeichnet.
Der Grabhügel befindet sich 800 Meter nordwestlich von Steigra und hat eine leicht ovale Form. Eine Steinsetzung krönt den Grabhügel, daher geht man davon aus, dass es sich um einen Grabhügel der Jungsteinzeit samt Menhir handelt.

## Quelle
- Grabhügel Steigra, Saalekreis im Bild, abgerufen am 7. November 2017